# ADIF-Baureihe 330
Als Baureihe 330 bezeichnet der spanische Infrastrukturbetreiber ADIF einen elektrischen Messzug für Hochgeschwindigkeitsstrecken. Er wird sowohl für die Überwachung bestehender Strecken, wie auch für die Abnahmefahrten auf neuen Strecken eingesetzt.
Der fünfteilige Triebzug besteht aus einem Triebkopf, drei Mittelwagen sowie einem Steuerwagen. Er wurde Ende 2007 auf den Namen tren laboratorio Séneca (zu Deutsch etwa Versuchszug Seneca) getauft. Vom Personal wird er wegen der grünen Farbgebung oft als Heinekenzug bezeichnet.

## Messausrüstung

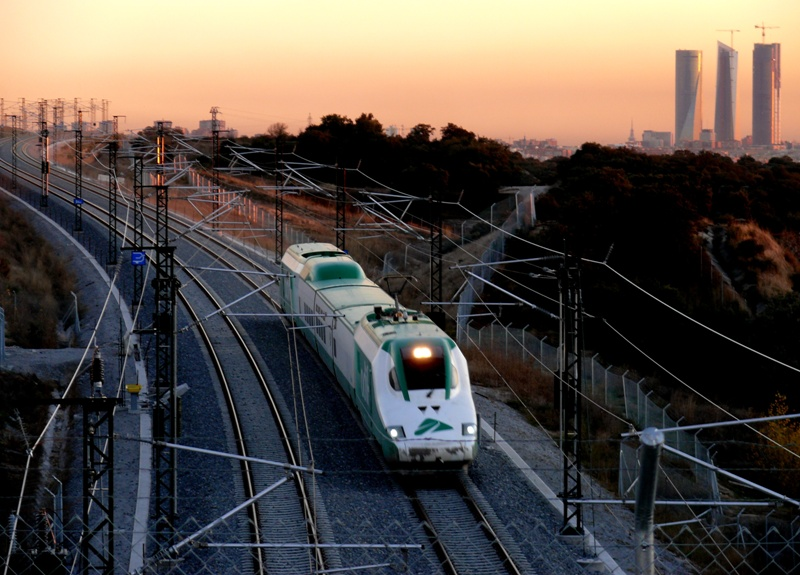
Der Versuchszug in El Goloso (Madrid), auf dem Weg nach Colmenar Viejo, elf Tage vor Eröffnung der Neubaustrecke Madrid–Valladolid

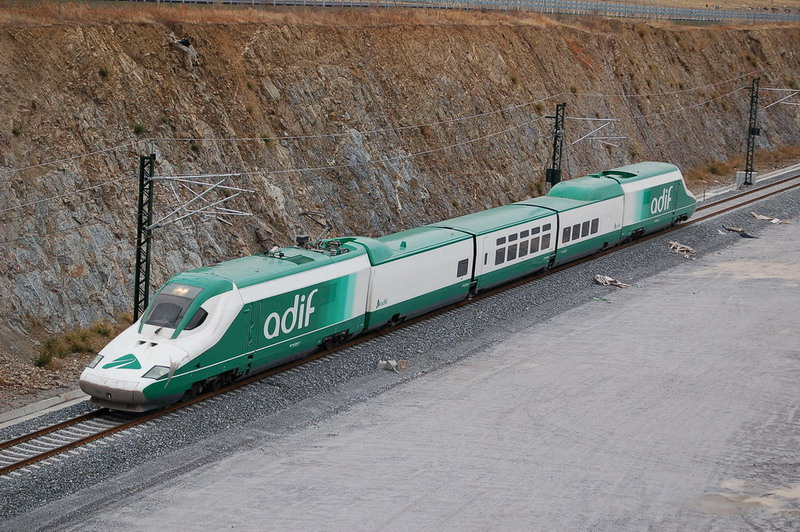
Der Messzug bei der Durchfahrt durch Segovia am 22. November 2007

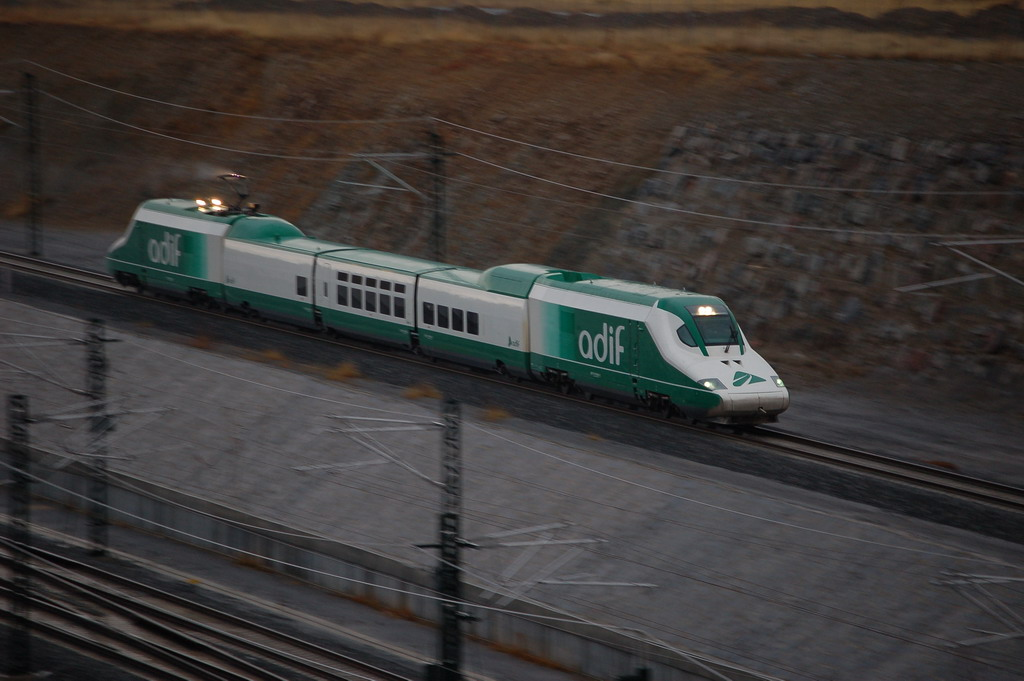
Der Zug unterwegs zwischen Madrid und Valladolid mit rund 300 km/h Richtung Madrid

Die Messausrüstung ist in den ersten beiden Mittelwagen untergebracht. Der Zug kann während der Fahrt die geometrische Lage von Gleis und Oberleitung vermessen. Auch die Überprüfung und Messung von Parametern der Zugbeeinflussungssysteme ASFA, ETCS sowie des Zugfunkssystems GSM-R ist möglich. Die Messung von Druckverhältnissen in Eisenbahntunneln, insbesondere bei Zugbegegnungen, ist vorbereitet.

## Geschichte
2003 begannen Planungen der Dirección General de Desarrollo de la Infraestructura (zu Deutsch etwa Abteilung für technologische Innovationen beim Generaldirektor für Infrastrukturentwicklung) von ADIF und Talgo für den Bau eines Versuchszuges.
Während der Steuerwagen und der dritte Mittelwagen (mit „Tourista“-Bestuhlung) für den Versuchszug neu gebaut wurden, entstammen der Triebkopf und die beiden anderen Mittelwagen aus einem Prototyp-Triebzug, der ab 1998 gebaut und zwischen 2000 und 2003 zu Fahrzeug-Erprobungsfahrten eingesetzt wurde. Der dritte Mittelwagen entspricht dabei den Wagen, wie sie in den Serientriebzügem der Baureihe 102 zum Einsatz kommen. Der mittlere Wagen entspricht wagenbaulich mit zwei Laufwerken und den zusätzlichen Fenstern für stehende Reisende den Speisewagen der Serieneinheiten.
Mit dem neu entwickelten Steuerwagen, der dem Aufbau des Triebkopfes entspricht, jedoch keinen Antrieb trägt, wurden einfache Fahrtrichtungswechsel möglich. Er wurde zusätzlich mit Ballast versehen, um über ähnliche fahrdynamische Eigenschaften wie der Triebkopf zu verfügen.
Der Zug wurde 2006 als Messzug in Dienst gestellt.

### Prototyp-Triebkopf Talgo 350

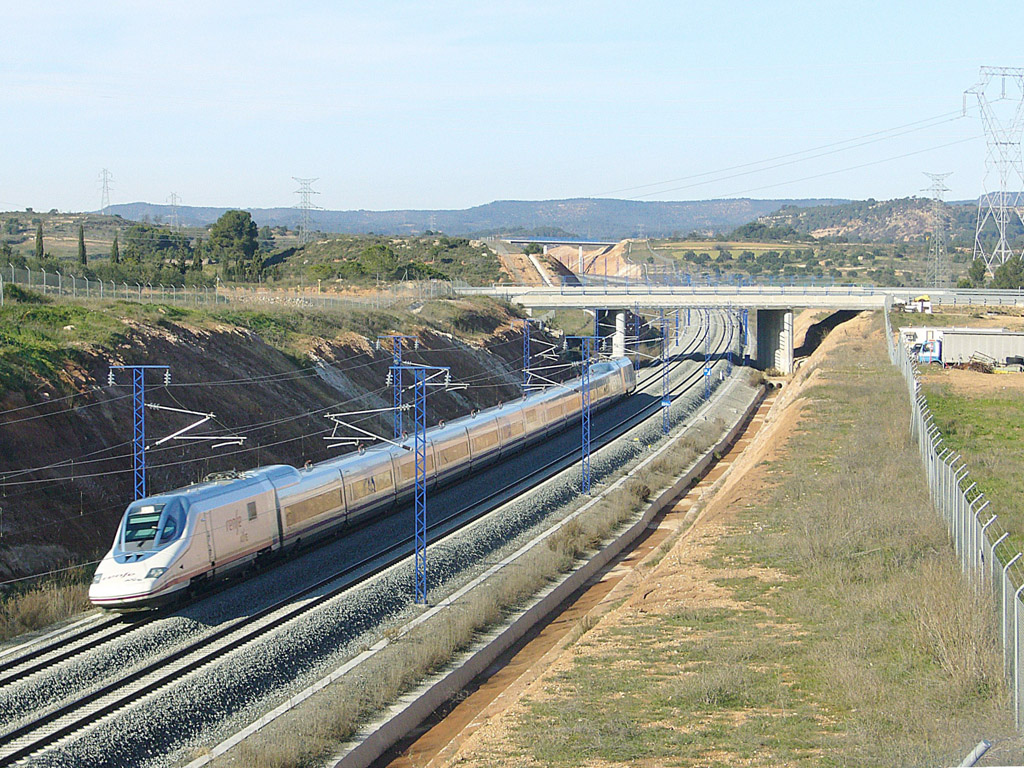
Ein Serienzug der Renfe-Baureihe 102 auf der Schnellfahrstrecke Madrid–Barcelona

Der Triebkopf dieses Zuges ist ein Prototyp für die elektrischen Triebzüge der Renfe-Baureihe 102, die seit Ende Februar 2005 im planmäßigen Reisezugverkehr eingesetzt werden.
Talgo beauftragte im Mai 1998 die Unternehmen Adtranz und Krauss-Maffei Verkehrstechnik mit der Fertigung dieses Prototyps. Die elektrische Ausrüstung wurde am Adtranz-Standort Zürich entwickelt und in den von Krauss-Maffei angelieferten Wagenkasten eingebaut. Der knapp 68 t schwere Prototyp wurde im März 2000 als zweitletzte Lokomotive aus dem Adtranz-Werk Zürich geliefert, bevor dieses geschlossen wurde. Der Triebkopf erhielt einen Führertisch ähnlich der SBB-Re 460. Er trug den Namen Virgen del Pilar.
In Spanien folgten auf der Schnellfahrstrecke Madrid–Sevilla Inbetriebsetzungs- und Messfahrten mit dem neuen Triebkopf und sechs Talgo-Wagen. Am 24. Februar 2001 stellte dieser als Talgo 350 bezeichnete Zug mit 359 km/h einen neuen spanischen Schienen-Geschwindigkeitsrekord auf.
Nach Abschluss der Versuche wurde der Prototypzug vorerst in der Unterhaltsanlage Montagut (Streckenkilometer 430,4) an der Neubaustrecke Madrid–Barcelona westlich von Lleida abgestellt. Später wurde der Zug von der Infrastrukturgesellschaft GIF übernommen, welche ihn ab 2003 durch Patentes Talgo S.A. zu einem Fahrleitungs- und Gleismesszug umbauen ließ. Mit Auflösung der GIF und ihrem Übergang in die ADIF zum 1. Januar 2005 ging auch der Zug in das Eigentum der neuen Eisenbahn-Infrastrukturgesellschaft über.

### Besondere Fahrten
- Im Zuge der Probefahrten auf der im Dezember 2007 eröffneten Schnellfahrstrecke Madrid–Valladolid stellte der Zug mit 336 km/h am 22. November 2007 einen Geschwindigkeitsrekord für diese Strecke auf.
- Am 8. Februar 2008 befuhr der Triebzug als erster elektrischer Zug die Neubaustrecke zum Bahnhof Barcelona Sants. Dieses letzte Teilstück der Schnellfahrstrecke zwischen Madrid und Barcelona wurde am 20. Februar 2008 eröffnet.

## Technik
Der Prototyptriebkopf war bereits ab Werk mit Fahrzeugeinrichtungen für die Zugbeeinflussungssysteme ASFA sowie ETCS Level 1 und 2 ausgerüstet.
Er verfügt über IGBT-Umrichter. Als Bremssysteme kommen elektromotorische Bremsen (mit Bremswiderständen und Rückspeisung), je eine Scheibenbremse je Welle sowie je zwei an den Rädern zum Einsatz. Die drei Mittelwagen des Zuges sind mit Talgo-typischen Druckluftscheibenbremsen ausgerüstet.